# Црногорске бригаде НОВЈ
Током Народноослободилачке борбе народа Југославије, од 1941. до 1945. године, на територији Црне Горе формирано је осам бригада Народноослободилачке војске Југуославије, од чега је седам носило назив црногорске, а две су проглашене за пролетерске.

## Списак црногорских бригада
| назив                                              | датум формирања     | место формирања        | одликовања          |
| -------------------------------------------------- | ------------------- | ---------------------- | ------------------- |
| Четврта пролетерска црногорска ударна бригада      | 10. јун 1942.       | Зеленгора              | ОНХ, ОНО, ОПЗ и ОБЈ |
| Пета пролетерска црногорска ударна бригада         | 12. јун 1942.       | Смријечно              | ОНХ, ОНО и ОБЈ      |
| Шеста црногорска бригада                           | 14. новембар 1944.  | Дријенак, код Колашина | ОЗН и ОБЈ           |
| Седма црногорска омладинска бригада „Будо Томовић“ | 30. децембар 1943.  | Колашин                |                     |
| Осма црногорска бригада                            | 25. фебруар 1944.   | Беране                 | ОБЈ                 |
| Девета црногорска бригада                          | 1. април 1944.      | Драговића Поље         |                     |
| Десета црногорска бригада                          | 18. септембар 1944. | Буроњи код Подгорице   |                     |
| Прва бокељска бригада                              | 5. октобар 1944.    | Зупци, код Требиња     |                     |